# 克里尼察农村居民点
克里尼察农村居民点（俄语：Криниченское сельское поселение）是俄罗斯联邦沃罗涅日州奥斯特罗戈日斯克区所属的一个农村居民点。其下辖有11个居民点，行政中心为克里尼察。据2016年统计，该农村居民点的人口为2217人。